# Herstedvester Sogn
Herstedvester Sogn er et sogn i Glostrup Provsti (Helsingør Stift). Sognet ligger i Albertslund Kommune (Region Hovedstaden). Indtil Kommunalreformen i 2007 lå det i Albertslund Kommune (Københavns Amt), og indtil Kommunalreformen i 1970 lå det i Smørum Herred (Københavns Amt). I Herstedvester Sogn ligger Birkelund Kirke (i Anstalten ved Herstedvester) og Herstedvester Kirke.
I Herstedvester Sogn findes flg. autoriserede stednavne:
- Albertslund (bebyggelse)
- Gammel Vridsløse (bebyggelse)
- Herstedvester (bebyggelse, ejerlav)
- Mosehuse (bebyggelse)
- Risby (bebyggelse, ejerlav)
- Risby Mark (bebyggelse)
- Risbygård (bebyggelse)
- Vridsløselille (bebyggelse, ejerlav)